# Cecilia Dahlman
Cecilia Dahlman, född 24 juli 1968, är en före detta tennisspelare från Sverige som spelade professionellt 1984 till 1994.

## Tenniskarriär
Cecilia Dahlman vann två WTA-singeltitlar under karriären, i Aten 1989 och 1990. Hon representerade Sverige i Fed Cup och har vunnit 5 SM-titlar, varav 4 i singel (1984).

## WTA Tour-finaler

### Singel, 2
| Placering | Nr | Datum             | Turnering               | Underlag | Motståndare      | Resultat      |
| Vinst     | 1. | 16 september 1989 | Athens Trophy, Grekland | Grus     | Rachel McQuillan | 3–6, 6–1. 5–7 |
| Vinst     | 1. | 10 september 1990 | Athens Trophy, Grekland | Grus     | Katia Piccolini  | 7–5, 7–5      |

## ITF Finals

### Singlfinaler: (4-5)
| $100,000-turnering |
| $75,000-turnering  |
| $50,000-turnering  |
| $25,000-turnering  |
| $10,000-turnering  |

| Placering | Nr | Datum            | Turnering                    | Underlag | Motståndare i finalen | Resultat i finalen |
| Vinst     | 1. | 28 oktober 1985  | Peterborough, Storbritannien | Hard     | Nora Bajchiková       | 7-5 6-2            |
| Vinst     | 2. | 11 november 1985 | London, Storbritannien       | Hard     | Nicole Muns-Jagerman  | 2-6 6-4 6-1        |
| Vinst     | 3. | 4 maj 1986       | Sutton, Storbritannien       | Grus     | Natasha Zvereva       | 6-2 3-6 6-0        |
| Tvåa      | 4. | 3 november 1986  | London, Storbritannien       | Gräs     | Csilla Bartos-Cserepy | 0-6, 6-3, 5-7      |
| Tvåa      | 6. | 30 november 1987 | Budapest, Ungern             | Grus     | Catrin Jexell         | 2-6, 2-6           |
| Vinst     | 7. | 3 oktober 1988   | Eastbourne, Storbritannien   | Hard (i) | Carin Bakkum          | 7-6 6-0            |
| Tvåa      | 8. | 10 oktober 1988  | Telford, Storbritannien      | Hard (i) | Amanda Grunfeld       | 3-6 6-7            |
| Tvåa      | 9. | 21 oktober 1991  | Swindon, Storbritannien      | Matta    | Els Callens           | 6-3 5-7 4-6        |

### Dubbelfinaler (1-2)
| Placering | Nr | Datum            | Turnering       | Underlag   | Partner             | Motståndare                     | Resultat |
| --------- | -- | ---------------- | --------------- | ---------- | ------------------- | ------------------------------- | -------- |
| Tvåa      | 2. | 5 september 1988 | Porto, Portugal | Grus       | Helena Dahlström    | Sandrine Jaquet Martina Pawlik  | 3-6, 1-6 |
| Tvåa      | 3. | 20 januari 1992  | Bergen, Norge   | Carpet (i) | Amy Jönsson Raaholt | Catarina Bernstein Annika Narbe | 1-6, 4-6 |